# Péndulo de Pohl

Péndulo de Pohl para demostraciones de oscilaciones forzadas y amortiguadas y resonancias. Un volante de inercia (2) está acoplado a un resorte espiral (5) y, a través de este, a una estimulación variable (motor) (1). El amortiguamiento está controlado por un freno electromágnético (4).

El péndulo de Pohl es un péndulo de torsión constituido por un volante o disco metálico (v. g., cobre) que puede rotar alrededor de un eje y que, mediante un resorte espiral, recupera su posición de equilibrio, oscilando alrededor de ésta.
La idea original se debe al físico alemán Robert Wichard Pohl (1884-1976).

## Frecuencia y periodo de las oscilaciones
Puesto que el péndulo de Pohl es una variante del péndulo de torsión, la frecuencia angular y período de sus oscilaciones libres vienen dados por las mismas expresiones; esto es, 
| Símbolo               | Nombre |
| --------------------- | --- |
| {\displaystyle \tau } | Coeficiente de torsión del resorte espiral, cuyo valor depende de su forma y dimensiones y de la naturaleza del material |
| {\displaystyle I}     | Momento de inercia del volante                                                                                           |

## Utilidades y usos
El mecanismo de los relojes de pulsera mecánicos, accionado mediante un resorte espiral, tienen un periodo de oscilación que puede calcularse mediante la fórmula anterior. El reloj está regulado mediante el ajuste del momento de inercia de la rueda de o volante de inercia {\displaystyle I\,} (mediante unos tornillos) y de forma más precisa mediante el cambio del coeficiente de torsión {\displaystyle \tau \,} del resorte.